# Yoo In-na
Yoo In-na (hangul: 유인나; rr: Yu In-na; nascida em 5 de junho de 1982), é uma atriz sul-coreana. Ela iniciou sua carreira na atuação em 2009 com High Kick! Through the Roof (2009-2010) e alcançou popularidade após interpretar um papel coadjuvante em Secret Garden em 2010. Dentre seus trabalhos mais notáveis na televisão estão The Greatest Love (2011), Queen In-hyun's Man (2012), My Love from the Star (2013-2014), Guardian: The Lonely and Great God (2016-2017) e Touch Your Heart (2019). 
Além de atuar, Yoo também se aventurou no rádio. Ela foi a DJ do programa Let's Crank Up the Volume de 2011-2016.

## Carreira
Em 1998, aos 16 anos, Yoo In-na ingressou em uma agência de entretenimento como aprendiz de cantora e quase se tornou parte de um grupo feminino. Após 11 anos e ter passado por cinco agências diferentes, ela não conseguia se destacar. Yoo disse que tinha dificuldade para memorizar as coreografias de dança exigidas dos cantores de K-pop e, depois de praticar oito horas por dia, seis dias por semana, ela renunciou a ideia de se tornar uma ídolo.
Em 2006, Yoo ingressou na YG Entertainment como uma aspirante a atriz, pois segundo a mesma: "Se cantar não era para ser, decidi tentar atuar porque parecia divertido. Nunca desisti. No entanto, muitos de meus amigos desistiram, embora fossem mais bonitos e capazes do que eu". Ela se destacou pela primeira vez em 2009 com a sitcom High Kick Through the Roof exibida pela MBC. Vários papéis coadjuvantes se seguiram, notadamente no drama televisivo da SBS de nome Secret Garden de 2010, no qual ela recebeu o prêmio de Melhor Atriz Revelação no Baeksang Arts Awards, e como a segunda protagonista feminina na comédia romântica das irmãs de Hong, The Greatest Love.
Posteriormente, Yoo apresentou o programa Entertainment Tonight da SBS, permanecendo de 3 de março de 2011 a 4 de junho de 2012, pelo qual ganhou o prêmio de Melhor Artista em Programa de Variedades no SBS Entertainment Awards. Ela também se aventurou no rádio, apresentando o programa Let's Crank Up the Volume da KBS Cool FM, que se tornou o programa de rádio de maior audiência em seu intervalo de tempo, tanto na Rádio AM quanto na Rádio FM.
Ainda em 2011, os vocais de Yoo foram apresentados no single digital do cantor Humming Urban Stereo, intitulado "You, That Day" (넌 그날). Ela também cantou a trilha sonora do filme que estrelou chamado My Black Mini Dress (2011), ao lado de outras atrizes do elenco.
Em 2012, Yoo estrelou seu primeiro papel principal no romance de fantasia da tvN, Queen In-hyun's Man. Em seguida, ela estrelou o drama familiar da KBS2, You're the Best, Lee Soon-shin (2013), e como a antagonista feminina no romance de fantasia My Love from the Star (2013) exibido pela SBS. Devido à popularidade deste último na China, Yoo foi escalada para o papel principal do filme de comédia romântica chinesa Wedding Bible lançado em 2014, (seu diretor Heo In-moo dirigiu anteriormente Yoo em My Black Mini Dress).
Em março de 2014, Yoo se tornou a nova apresentadora do programa de beleza Get It Beauty pela OnStyle. Mais tarde naquele ano, ela estrelou a comédia romântica de mistério My Secret Hotel da tvN.
Em 2016, Yoo estrelou a comédia romântica One More Happy Ending pela MBC, que foi seguida pelo drama de fantasia Guardian: The Lonely and Great God. Em 2019, ela estrelou a comédia dramática de romance da tvN, Touch Your Heart, ao lado da co-estrela de Guardian, Lee Dong-wook.

## Filmografia

### Cinema
| Ano  | Título                   | Papel                 | Ref.   |
| ---- | ------------------------ | --------------------- | ------ |
| 2010 | The Fair Love            | Han Seul-Yi           | [ 27 ] |
| 2011 | My Black Mini Dress      | Min-hee               |        |
| 2012 | Love Fiction             | Soo-jung / Kyung-sook | [ 28 ] |
| 2014 | Wedding Bible            |                       | [ 18 ] |
| 2020 | Mr. Zoo: The Missing VIP | Panda (voz)           |        |
| 2020 | New Year's Eve           | Ho Young              | [ 29 ] |

### Televisão
| Ano       | Título                             | Papel                                 | Emissora      |
| --------- | ---------------------------------- | ------------------------------------- | ------------- |
| 2009      | High Kick Through the Roof         | Yoo In-na                             | MBC           |
| 2010      | Secret Garden                      | Im Ah-young                           | SBS           |
| 2011      | The Greatest Love                  | Kang Se-ri                            | MBC           |
| 2011      | Birdie Buddy                       | Lee Gong-sook                         | tvN           |
| 2012      | Queen In-hyun's Man                | Choi Hee-jin                          | tvN           |
| 2013      | You're the Best, Lee Soon-shin     | Lee Yoo-shin                          | KBS2          |
| 2013      | Potato Star 2013QR3                | Jogging woman (convidada, episódio 4) | tvN           |
| 2013      | My Love from the Star              | Yoo Se-mi                             | SBS           |
| 2014      | My Secret Hotel                    | Nam Sang-hyo                          | tvN           |
| 2015      | Secret Message                     | Amy                                   | Naver TV Cast |
| 2016      | One More Happy Ending              | Go Dong-mi                            | MBC           |
| 2016–2017 | Guardian: The Lonely and Great God | Sunny/Kim Sun                         | tvN           |
| 2018      | Top Star U-back                    | participação, ep. 5                   | tvN           |
| 2019      | Touch Your Heart                   | Oh Yoon-seo/Oh Jin-shim               | tvN           |
| 2020      | The Spy Who Loved Me               | Kang Ah Reum                          | MBC           |

### Programas de variedades e de rádio
| Ano       | Título                                | Aparição                  | Rede        |
| --------- | ------------------------------------- | ------------------------- | ----------- |
| 2010–2011 | Heroes                                | Membro do elenco          | SBS         |
| 2011–2012 | TV Entertainment Tonight              | Apresentadora             | SBS         |
| 2011–2016 | Yoo In-na's Let's Crank Up the Volume | DJ                        | KBS Cool FM |
| 2013      | Little Big Hero                       | Narradora do documentário | tvN         |
| 2014      | Get It Beauty                         | Apresentadora             | OnStyle     |
| 2015      | Fashion King Korea- 3° temporada      | Apresentadora             | SBS         |
| 2018      | Cafe Amor                             | Membro do elenco          | tvN         |
| 2019      | Funding Together                      | Membro do elenco          | MBC         |
| 2020      | Love of 7.7 Billion                   | Apresentadora             | JTBC        |

### Participações em vídeos musicais
| Ano  | Canção            | Artista              |
| ---- | ----------------- | -------------------- |
| 2010 | "Tell Me Goodbye" | Big Bang             |
| 2010 | "In My Head"      | Brian Joo            |
| 2011 | "You, That Day"   | Humming Urban Stereo |

## Discografia
| Ano  | Canção título         | Artista                                              | Do Álbum                  |
| ---- | --------------------- | ---------------------------------------------------- | ------------------------- |
| 2011 | "You, That Day"       | Humming Urban Stereo com participação de Yoo In-na   | That Day                  |
| 2011 | "My Black Mini Dress" | Yoon Eun-hye, Park Han-byul, Cha Ye-ryun e Yoo In-na | My Black Mini Dress (OST) |

## Prêmios e indicações
| Ano  | Prêmio                               | Categoria                                | Trabalho indicado                  | Resultado | Ref.   |
| ---- | ------------------------------------ | ---------------------------------------- | ---------------------------------- | --------- | ------ |
| 2011 | Olleh-Lotte Smartphone Film Festival | Prêmio Especial (com Narsha)             | Uninvited Guest                    | Venceu    | [ 30 ] |
| 2011 | Baeksang Arts Awards                 | Melhor Atriz Revelação (categoria TV)    | Secret Garden                      | Venceu    | [ 31 ] |
| 2011 | Korea Drama Awards                   | Melhor Atriz Coadjuvante                 | Secret Garden, The Greatest Love   | Indicado  |        |
| 2011 | SBS Entertainment Awards             | Melhor Artista em Programa de Variedades | TV Entertainment Tonight           | Venceu    | [ 32 ] |
| 2011 | MBC Drama Awards                     | Melhor Atriz Revelação em Minissérie     | The Greatest Love                  | Indicado  |        |
| 2012 | APAN Star Awards                     | Prêmio de Estrela em Ascensão            | Queen In-hyun's Man                | Venceu    | [ 33 ] |
| 2013 | KBS Drama Awards                     | Melhor Atriz Coadjuvante                 | You're the Best, Lee Soon-shin     | Indicado  |        |
| 2013 | Asia Model Festival Awards           | Prêmio Estrela Popular BBF               | —                                  | Venceu    | [ 34 ] |
| 2014 | Style Icon Awards                    | Top 10 Ícones de Estilo                  | —                                  | Indicado  |        |
| 2014 | KBS Entertainment Awards             | Melhor DJ de Rádio                       | Let's Crank Up the Volume          | Venceu    | [ 35 ] |
| 2017 | DramaFever Awards                    | Melhor Atriz Coadjuvante                 | Guardian: The Lonely and Great God | Venceu    | [ 36 ] |
| 2017 | Korea Drama Awards                   | Melhor Atriz Coadjuvante                 | Guardian: The Lonely and Great God | Indicado  |        |
| 2017 | Fashionista Awards                   | Melhor Fashionista – Divisão TV & Filme  | Guardian: The Lonely and Great God | Indicado  | [ 37 ] |
| 2019 | Korea Drama Awards                   | Prêmio de Excelência, Atriz              | Touch Your Heart                   | Indicado  | [ 38 ] |